# Andrócides (pitagórico)
Andrócides (en griego antiguo: Ἀνδροκύδης) fue un pitagórico cuyo trabajo Sobre los símbolos pitagóricos  sobrevive solo en fragmentos dispersos. La datación de su vida es incierta; vivió antes del siglo I a. C. pero posiblemente viviera durante el siglo IV a. C. La frecuencia con la que se menciona a Andrócides en otras obras indica que fue una fuente importante para la tradición pitagórica posterior, y también es de interés para estudiar el desarrollo histórico del símbolo literario y filosófico.

## Los símbolos pitagóricos
Walter Burkert presentó a Andrócides en su stemma Pythagorean symbola, que consiste en expresiones o máximas gnómicas. Andrócides fue considerado como una de las fuentes más importantes de akousmata (pitagóricos).
Según Grant (2002), el vino y la carne dañan la mente.
Las paráfrasis de su trabajo en escritores posteriores demuestran su método de interpretación de estas restricciones del comportamiento. Por ejemplo, "No pises un yugo" debe entenderse como "No transgredas la justicia". Estas interpretaciones indican que las prohibiciones tenían un significado arcano para quienes estaban dispuestos a meditarlas y aprender, que los symbola son también enigmata (αἰνίγματα).
El gramático Trifón del siglo I a. C. se refiere al trabajo de Andrócides en una sección sobre enigmas literarios, que define como alegorías oscurecidas u ocultas. Trifón implica que Andrócides no hizo una distinción fuerte entre los estilos de discurso poético y filosófico, en el sentido de que citó pasajes de Hesíodo al interpretar los símbolos pitagóricos.

## Los símbolos y la magia
Andrócides trató la Ephesia grammata, o “palabras mágicas” ritualizadas que se usaban para encantamientos o inscripciones amuletas, como un lenguaje alegórico que contiene ideas teológicas, una “forma críptica de teología natural”. Andrócides interpreta las palabras a través de similitudes léxicas y fónicas percibidas con el griego. Clemente de Alejandría parafrasea su comentario sobre la cadena de sílabas más conocida: askion kataskion lix tetrax damnameneus aision:
 

Andrócides ... dice que las famosas cartas llamadas efesias están ordenadas como alegorías: askion significa 'oscuridad', porque la oscuridad no proyecta sombra (skia); kataskion significa 'luz', ya que proyecta sombra con su luz (kataugazei); lix es una palabra antigua que significa 'la tierra'; tetrax significa el 'año', debido a las (cuatro) estaciones; damnameneus significa el Sol, que es sobrecogedor (damazôn); la aisia significa 'la voz verdadera'. La alegoría da a entender que las cosas divinas han sido dispuestas en el orden debido, por ejemplo, las tinieblas en relación con la luz, el sol para crear el año y la tierra para hacer posible todo tipo de llegada natural al ser
Clemente de Alejandría

## ¿El Físico?
Se han hecho algunos intentos de identificar a este Andrócides con el Andrócides que fue médico de Alejandro Magno. La disciplina dietética pitagórica con respecto al vino (malo) y el repollo (bueno) puede reflejarse en el consejo del médico al conquistador notoriamente bebedor de vino.